# Lijst van Stolpersteine in Dinkelland
De Lijst van Stolpersteine in Dinkelland geeft een overzicht van de Stolpersteine die in de gemeente Dinkelland in de Nederlandse provincie Overijssel zijn geplaatst in het kader van het Stolpersteine-project van de Duitse beeldhouwer-kunstenaar Gunter Demnig.
Stolpersteine zijn opgedragen aan slachtoffers van het nationaalsocialisme, al diegenen die zijn vervolgd, gedeporteerd, vermoord, gedwongen te emigreren of tot zelfmoord gedreven door het nazi-regime. Demnig legt voor elk slachtoffer een aparte steen, meestal voor de laatste zelfgekozen woning.
Omdat het Stolpersteine-project doorloopt, kan deze lijst onvolledig zijn.

## Stolpersteine
In gemeente Dinkelland liggen 68 Stolpersteine: 56 in Denekamp, elf in Ootmarsum en een in Rossum.

### Ootmarsum
In Ootmarsum liggen elf Stolpersteine op drie adressen.
| Afbeelding | Inscriptie                                                                          | Adres          | Herdachte persoon                               |
| ---------- | ----------------------------------------------------------------------------------- | -------------- | ----------------------------------------------- |
|            | HIER WOONDE FREDERIKE TEN BRINK GEB. 1907 VERMOORD 9-4-1943 SOBIBOR                 | Walstraat 4    | Frederike ten Brink (1907-1943)                 |
|            | HIER WOONDE MAURITZ TEN BRINK GEB. 1872 VERMOORD 9-4-1943 SOBIBOR                   | Walstraat 4    | Mauritz ten Brink (1872-1943)                   |
|            | HIER WOONDE SIEGMUND TEN BRINK GEB. 1905 ONDERGEDOKEN APRIL 1943 OVERLEEFD          | Walstraat 4    | Siegmund ten Brink (1905-1964)                  |
|            | HIER WOONDE ABRAHAM JULES DUSSELDORP GEB. 1930 VERMOORD 9-4-1943 SOBIBOR            | Grotestraat 20 | Abraham Jules Dusseldorp (1930-1943)            |
|            | HIER WOONDE JOHN DUSSELDORP GEB. 1936 VERMOORD 9-4-1943 SOBIBOR                     | Grotestraat 20 | John Dusseldorp (1936-1943)                     |
|            | HIER WOONDE NATAN DUSSELDORP GEB. 1905 VERMOORD 9-4-1943 SOBIBOR                    | Grotestraat 20 | Natan Dusseldorp (1905-1943)                    |
|            | HIER WOONDE BEATRICE JUSTIEN DUSSELDORP-DE JONG GEB. 1909 VERMOORD 9-4-1943 SOBIBOR | Grotestraat 20 | Beatrice Justien Dusseldorp-De Jong (1909-1943) |
|            | HIER WOONDE JEANETTE HEERTJE-SANDERS GEB. 1874 VERMOORD 9-4-1943 SOBIBOR            | Grotestraat 20 | Jeanette Heertje-Sanders (1874-1943)            |
|            | HIER WOONDE ERNST ROOZENDAAL GEB. 1907 VERMOORD 25-1-1943 AUSCHWITZ                 | Molenstraat 59 | Ernst Roozendaal (1907-1943)                    |
|            | HIER WOONDE JENNY ROOZENDAAL GEB. 1909 VERMOORD 9-4-1943 SOBIBOR                    | Molenstraat 59 | Jenny Roozendaal (1909-1943)                    |
|            | HIER WOONDE BERTHA ROOZENDAAL- EICHENWALD GEB. 1880 VERMOORD 9-4-1943 SOBIBOR       | Molenstraat 59 | Bertha Roozendaal-Eichenwald (1880-1943)        |

### Rossum
In Rossum ligt een Stolperstein.
| Afbeelding | Inscriptie                                                                                   | Adres           | Herdachte persoon   |
| ---------- | -------------------------------------------------------------------------------------------- | --------------- | ------------------- |
|            | HIER WOONDE JAN VOS GEB. 1902 GEARRESTEERD 18-12-1942 VERMOORD 22-1-1944 NATZWEILER-STRUTHOF | Jan Vosstraat 1 | Jan Vos (1902-1944) |

## Data van plaatsingen
- 28 oktober 2015: Denekamp, 21 Stolpersteine; Ootmarsum, elf Stolpersteine op Grotestraat 20, Molenstraat 59, Walstraat 4
- 3 augustus 2017: Denekamp, zeventien Stolpersteine op Achterom 1, Brinkstraat, Nordhornsestraat, Prins Hendrikstraat 1 en Spittendijk 6
- 30 september 2019: Denekamp, acht Stolpersteine
- 7 november 2019: Denekamp, dertig Stolpersteine
- 2 april 2022: Rossum, een Stolperstein op Jan Vosstraat 1